# Magician
Magician es un videojuego de desplazamiento lateral lanzado en 1991 para el Nintendo NES. Fue diseñador por Eurocom Entertainment Software y distribuido por Taxan.

## Argumento
De acuerdo con el manual del juego, un malvado mago llamado Abadon fue capaz de utilizar su poder para convocar a grupos de bestias malignas, y luego construyó un castillo para sí mismo. A continuación, envió a sus seguidores a limpiar la tierra pacífica de Merlwood de sus magos más poderosos, una tarea que se llevó a cabo con facilidad. Mientras esto ocurría, un joven llamado Paul, un aprendiz de mago que vive en la tierra de Serenna, se está preparando para ir en una misión para viajar a través de la tierra para aprender todos los secretos de los antiguos maestros. Sin embargo, él oye hablar de la depuración de los magos por Abadon, y en su lugar se establece como el último mago vivo para derrotar a Abadon.

## Jugabilidad
Paul sale con un poco de comida, agua y dinero. El jugador debe a navegar a través de rompecabezas y laberintos para la adquisición de más elementos, que permitan a Pablo aprender más hechizos y armas, que le permitan lanzar hechizos determinados o para proteger a sí mismo. Además, Paul puede interactuar con la gente, que le pueden ayudar a lo largo de su búsqueda.
Aparte de la salud de Paul, el jugador también tiene en mente la comida y los niveles de agua, los cuales disminuyen con el tiempo y se vuelven a llenar con agua y comida. El juego utiliza un sistema único para el aprendizaje y el uso de hechizos de magia, el jugador transcribe hechizos juntando grupos de fonemas para formar palabras mágicas, y cada hechizo tiene una palabra correspondiente que se debe escribir para aprender. Los jugadores simplemente hay que escribir las palabras de hechizo para cualquier hechizo solo en el inicio del juego (a pesar de escribir un hechizo cuesta 50 de mana cada uno).
Al ayudar a personajes no jugables y completar diversas tareas, Paul vuelve más experimentado, el aumento de su maná máximo y su rango como un mago.
El juego utiliza un sistema de ahorro de batería de respaldo, que permite al jugador guardar su progreso en cualquier momento. Sin embargo, sólo se permite al jugador guardar un máximo de 15 veces, con cuatro ranuras diferentes seguros de usar.